# تریس (کانزاس)
تریس (به انگلیسی: Treece) شهری در ایالت کانزاس کشور ایالات متحده آمریکا است که جمعیت آن در سرشماری سال ۲۰۱۰ میلادی، ۱۳۸ نفر بوده‌است.
تریس جزو کوچکترین شهر های رسمی در جهان ب شمار میرود و جمعیت آن نیز،بیانگر همین موضوع است.
تریس طبق آخرین سرشماری ثبت شده قریب به 200نفر جمعیت دارد.